# アドルフ・フレドリク (スウェーデン王)
アドルフ・フレドリク（Adolf Fredrik, 1710年5月14日 - 1771年2月12日）は、スウェーデン王国ホルシュタイン＝ゴットルプ朝の初代国王（在位：1751年 - 1771年）。

## 生涯
アドルフ・フレドリクは、ホルシュタイン＝ゴットルプ家の公子でリューベック領主司教のクリスティアン・アウグストの子で、母はバーデン＝ドゥルラハ辺境伯フリードリヒ7世の娘アルベルティーナ・フリーデリケ（1682年 - 1755年）である。母方の曾祖母にカール10世の姉クリスティーナ・マグダレーネがいる。
兄カール・アウグストはリューベック領主司教に就任したが早世、弟フレデリク・アウグスト（フリードリヒ・アウグスト1世）はアドルフ・フレドリクの崩御後に初代オルデンブルク公となった。また、姪で妹ヨハンナ・エリーザベトの娘ゾフィー・アウグスタ・フレデリーケは、アドルフ・フレドリクの在位中にロシア皇后、さらにロシア皇帝となったエカチェリーナ2世である。従兄のカール・フリードリヒの子ピョートル3世もロシア皇帝となっている。
クリスティアン・アウグストは、スウェーデン王カール12世の外戚である
という立場を利用して、ロシア帝国との大北方戦争終結のために和解交渉を主導し、1721年のニスタット条約に調印している。クリスティアン・アウグスト一派はホルシュタイン派と言われ、親ロシア的であったが、1720年にスウェーデン王に即位するフレドリク1世を中心としたヘッセン派は親西欧的であり、両派の対立は大北方戦争後のスウェーデンの政治に強く影響を及ぼした。スウェーデンは弱体化し、絶対王政は廃止され、有力貴族によって政治が行なわれた。以後のスウェーデンでは、メッソナ党とハッタナ党が政治を牛耳り、互いに争った。この両派は欧州列強から資金援助を受けていた。ハッタナ党はプロイセンとフランスから資金援助を受けていた親西欧派であり、メッソナ党はロシアから資金援助を受けていた親ロシア派であった。この時代のスウェーデンは「自由の時代」ではあったが、没落して列強の傀儡の状態に陥っていたのである。
アドルフ・フレドリクは1727年、兄カール・アウグストの早世でリューベック領主司教に就任したが1750年に弟のフレデリク・アウグストに譲位、翌1751年、フレドリク1世の崩御にともなってスウェーデン王に即位した。これはハッタナ党の宿願であった。政治はこのハッタナ党が握り、国王は全くの無力な存在であった。アドルフ・フレドリクはプロイセン王フリードリヒ・ヴィルヘルム1世の娘でフリードリヒ2世の妹ルイーゼ・ウルリーケ（ロヴィーサ・ウルリカ）と1744年に結婚しており、グスタフ3世、カール13世らをもうけていた。ロヴィーサは王権強化をもくろみ、夫の即位後間もなくクーデターを企てたが失敗し、アドルフ・フレドリクもロヴィーサと共に議会から厳しく警告された。アドルフ・フレドリクは、王妃ロヴィーサに主導権を握られ、自らの王権を行使出来ず、国政に関与することも出来なかった。彼に出来たことは、リンネなど功績のあった人物を貴族に叙すくらいであった。
ハッタナ党はフランスから資金援助を受けていたため、七年戦争でフランス側に与して参戦したが、敗戦のような形で戦争が終結したため、財政難を招いた。1765年にハッタナ党は失脚し、代わってメッソナ党が政権を握った。メッソナ党は改革派であったが、政策面ではハッタナ党とは大同小異であった。しかしメッソナ党はロシアからの資金援助を受けていたため、ロシアから内政干渉を受け、スウェーデンの主権は無きに等しい状態に陥った。内政面ではある程度成果を上げることに成功したが、経済不況をもたらして1769年に失脚し、ハッタナ党が政権を奪回した。しかし両派の対立抗争は激しさを増し、スウェーデンの政治は腐敗し、堕落していった。
この時代のスウェーデンの国際関係はままならなかった。空前の国力を持つに至ったロシア帝国はスウェーデンを従属国のように扱い、デンマークもロシアと友好関係を有し、虎視眈々とスウェーデンの分割を狙っていた。国内は混乱を極め、王権は無きに等しく、自由の時代とは裏返せば「危機の時代」であった。
1771年2月12日にアドルフ・フレドリクが崩御すると、スウェーデンの「自由の時代」も終局を迎える。国民は新しい時代を欲し、王権の復活を切望していた。このような時代背景の下に、息子グスタフ3世は即位した。

## 人物
- 1762年にフリーメイソンのストックホルム・ロッジに加入するとともに、スウェーデン・フリーメイソンの保護者の称号を得る[1]。
- 1771年2月12日に消化不良を起こして死亡したとされる。フレドリクはロブスター、キャビア、ザワークラウト、燻製ニシンによる料理をシャンパンとともに食したあと、デザートとして好物の「ヘートヴェッグ」（暖かい牛乳にひたしたセムラ）を14人前たいらげていたと伝わる。

## 子女
王妃ロヴィーサ・ウルリカとの間に4人の子女があった。
- グスタフ3世（1746年 - 1792年）　スウェーデン王
- カール13世（1748年 - 1818年）　スウェーデン王
- フレドリク・アドルフ（1750年 - 1803年）　エステルイェートランド公
- ソフィア・アルベルティーナ（1753年 - 1829年）　クヴェリトンブルク女子修道院長

## 系譜
| アドルフ・グスタフ | 父: クリスティアン・アウグスト     | 祖父: クリスチャン・アルブレクト | 曽祖父: フレデリク3世 (シュレースヴィヒ＝ホルシュタイン＝ゴットルプ公)          |
| アドルフ・グスタフ | 父: クリスティアン・アウグスト     | 祖父: クリスチャン・アルブレクト | 曽祖母: マリア・エリーザベト（ザクセン選帝侯女）                                |
| アドルフ・グスタフ | 父: クリスティアン・アウグスト     | 祖母: フレゼリゲ・アメーリエ     | 曽祖父: フレデリク3世 (デンマーク王)                                            |
| アドルフ・グスタフ | 父: クリスティアン・アウグスト     | 祖母: フレゼリゲ・アメーリエ     | 曽祖母: ゾフィー・アマーリエ                                                    |
| アドルフ・グスタフ | 母: アルベルティーネ・フリーデリケ | 祖父: フリードリヒ7世            | 曽祖父: フリードリヒ6世 (バーデン＝ドゥルラハ辺境伯)                            |
| アドルフ・グスタフ | 母: アルベルティーネ・フリーデリケ | 祖父: フリードリヒ7世            | 曽祖母: クリスティーナ・マグダレーナ（プファルツ＝ツヴァイブリュッケン公女）[1] |
| アドルフ・グスタフ | 母: アルベルティーネ・フリーデリケ | 祖母: アウグスタ                 | 曽祖父: フレデリク3世 (シュレースヴィヒ＝ホルシュタイン＝ゴットルプ公)          |
| アドルフ・グスタフ | 母: アルベルティーネ・フリーデリケ | 祖母: アウグスタ                 | 曽祖母: マリア・エリーザベト（ザクセン選帝侯女）                                |

[1]の母はスウェーデン王カール9世の王女カタリーナ、弟はカール10世。